# Fu Yung Fit
Fu Yung Fit är ett berg i Hongkong (Kina). Det ligger i den nordöstra delen av Hongkong. Toppen på Fu Yung Fit är 92 meter över havet.
Terrängen runt Fu Yung Fit är huvudsakligen kuperad, men åt sydost är den platt. Havet är nära Fu Yung Fit åt sydost.  Centrala Hongkong ligger 15,6 km sydväst om Fu Yung Fit. I omgivningarna runt Fu Yung Fit växer i huvudsak städsegrön lövskog.